# Friedrich Mentzel
Friedrich Wilhelm Mentzel (* 23. März 1893; † 20. April 1945 in Dessau) war ein deutscher Ingenieur, Antifaschist und Widerstandskämpfer gegen den Nationalsozialismus.

## Leben
Mentzel war in den späten 1930ern als Ingenieur in den Junkers-Flugzeugwerken tätig. Aufgrund seiner offenen Kritik am NS-Regime wurde er inhaftiert, wahrscheinlich im KZ Lublin. Nach seiner Entlassung 1944 kehrte er nach Dessau zurück, zog schließlich nach Süddeutschland, um in einem Flugzeug-Zweigwerk zu arbeiten. Im April 1945 kehrte er zu seiner Familie nach Dessau-Ziebigk zurück. Am Abend nach seiner Ankunft drangen bewaffnete Männer des Volkssturms und des Werwolfs in sein Haus ein, zerrten ihn auf die Straße und wollten ihn erhängen. Da Friedrich Mentzel Widerstand leistete, schlug und trat man ihn zu Tode. Dies geschah am 20. April 1945, in der Nacht vor dem Einmarsch der Amerikaner in die Stadt. Er wurde in Ziebigk beigesetzt. Am Ort seiner Ermordung wurde nach der Fällung des Baumes eine Gedenkstele errichtet.
Von 1971 bis 1990 war die heutige Saarstraße in Dessau-Roßlau nach ihm benannt.

## Bilder

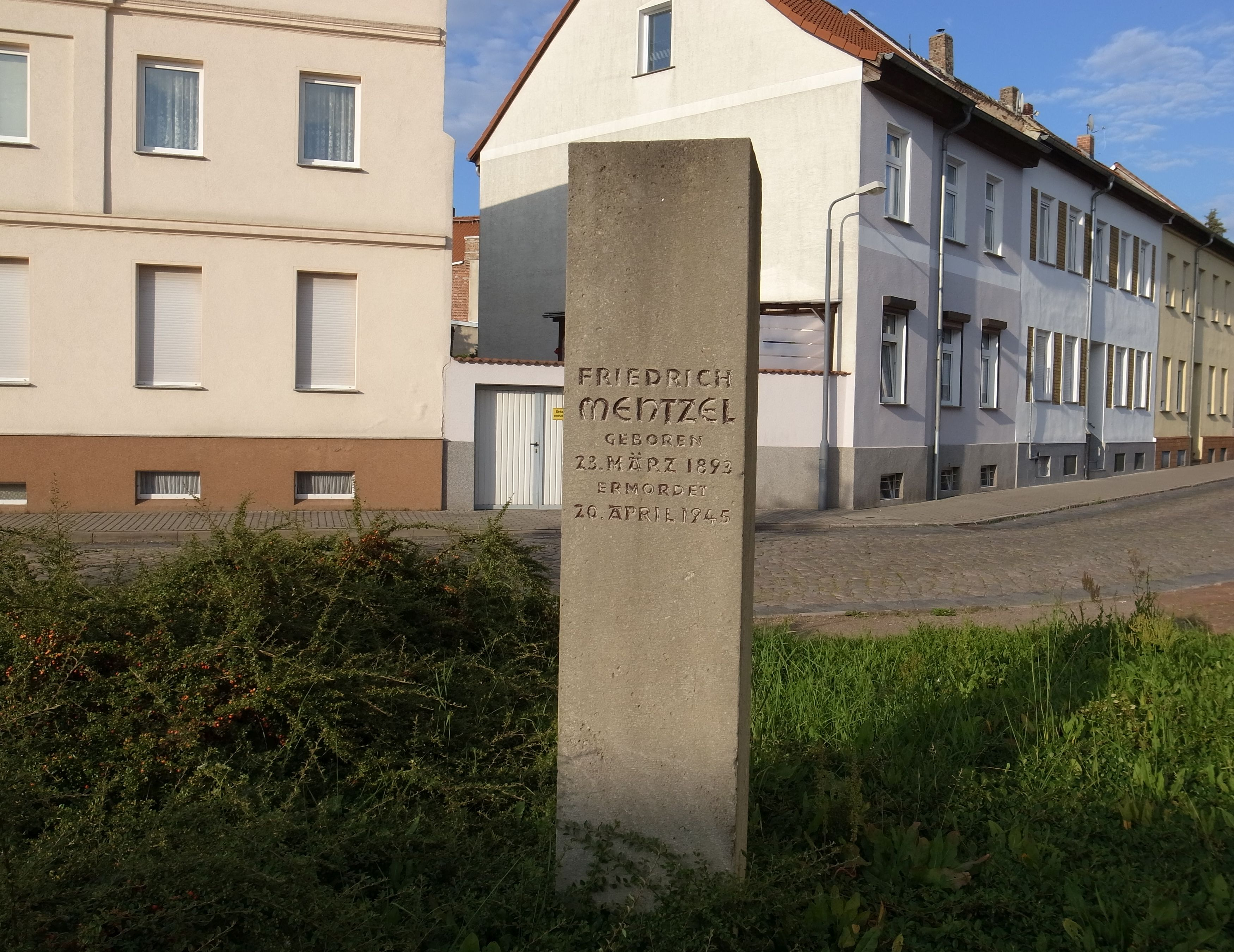
Gedenkstele
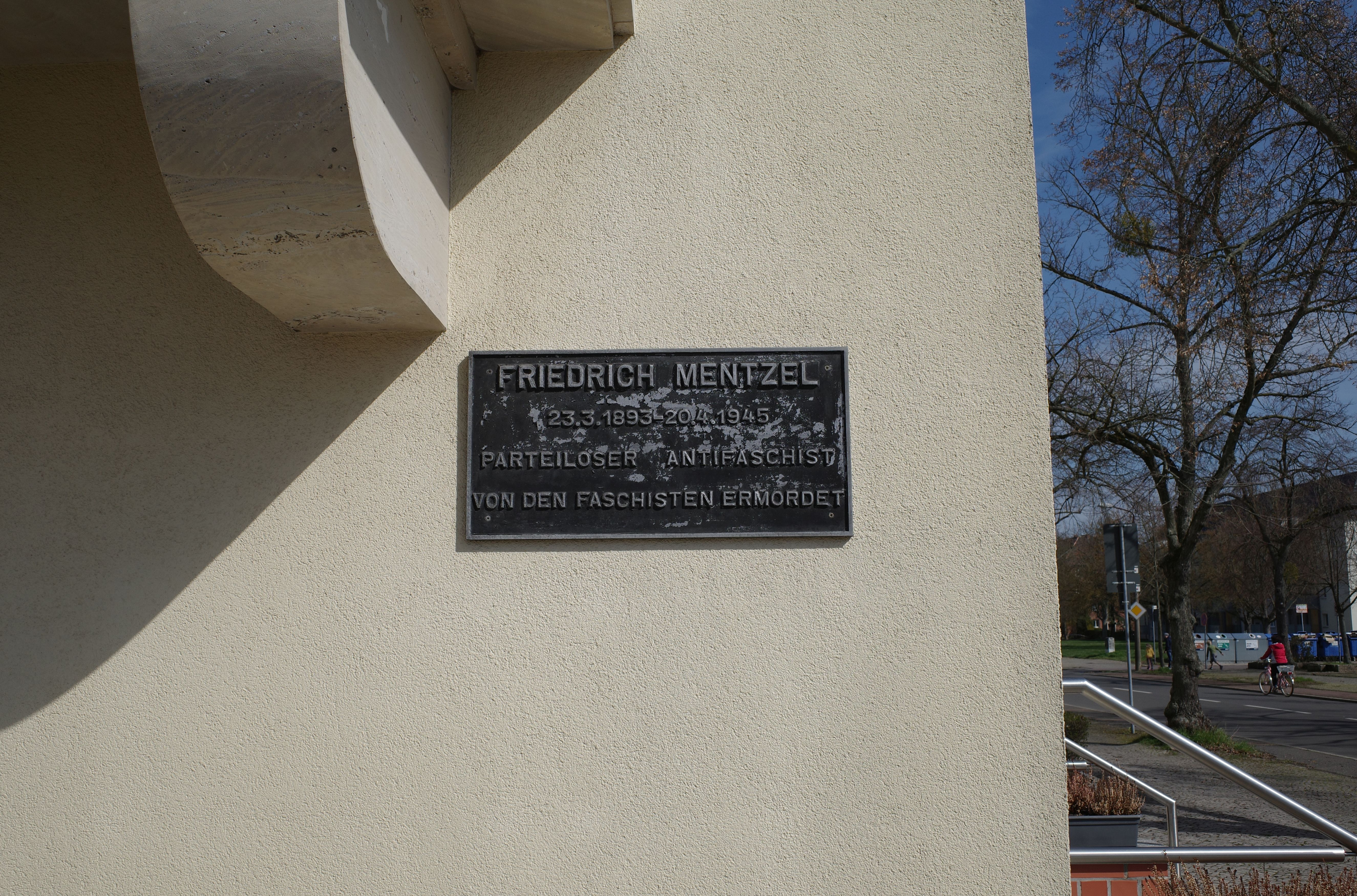
Gedenktafel
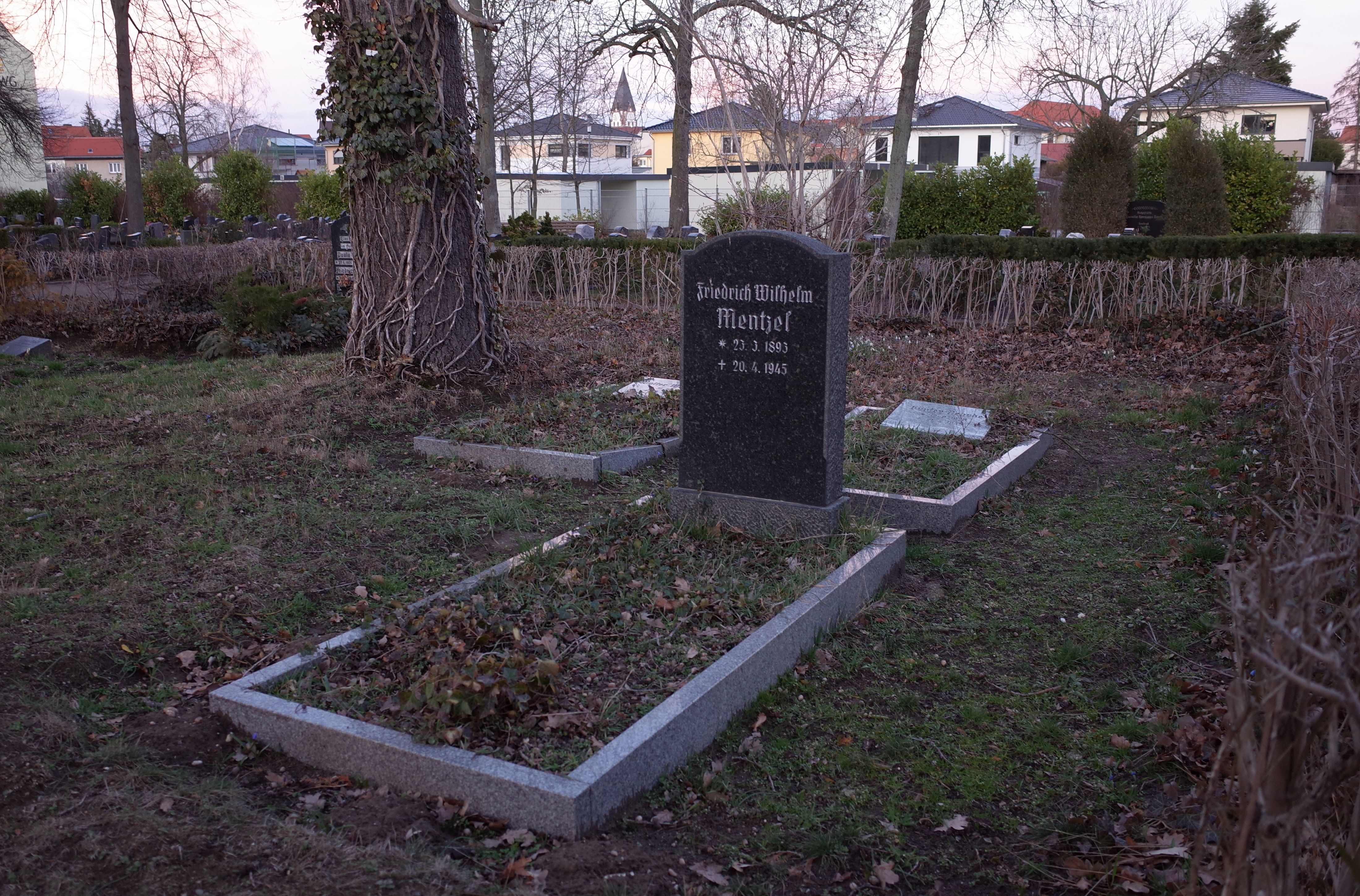
Ruhestätte
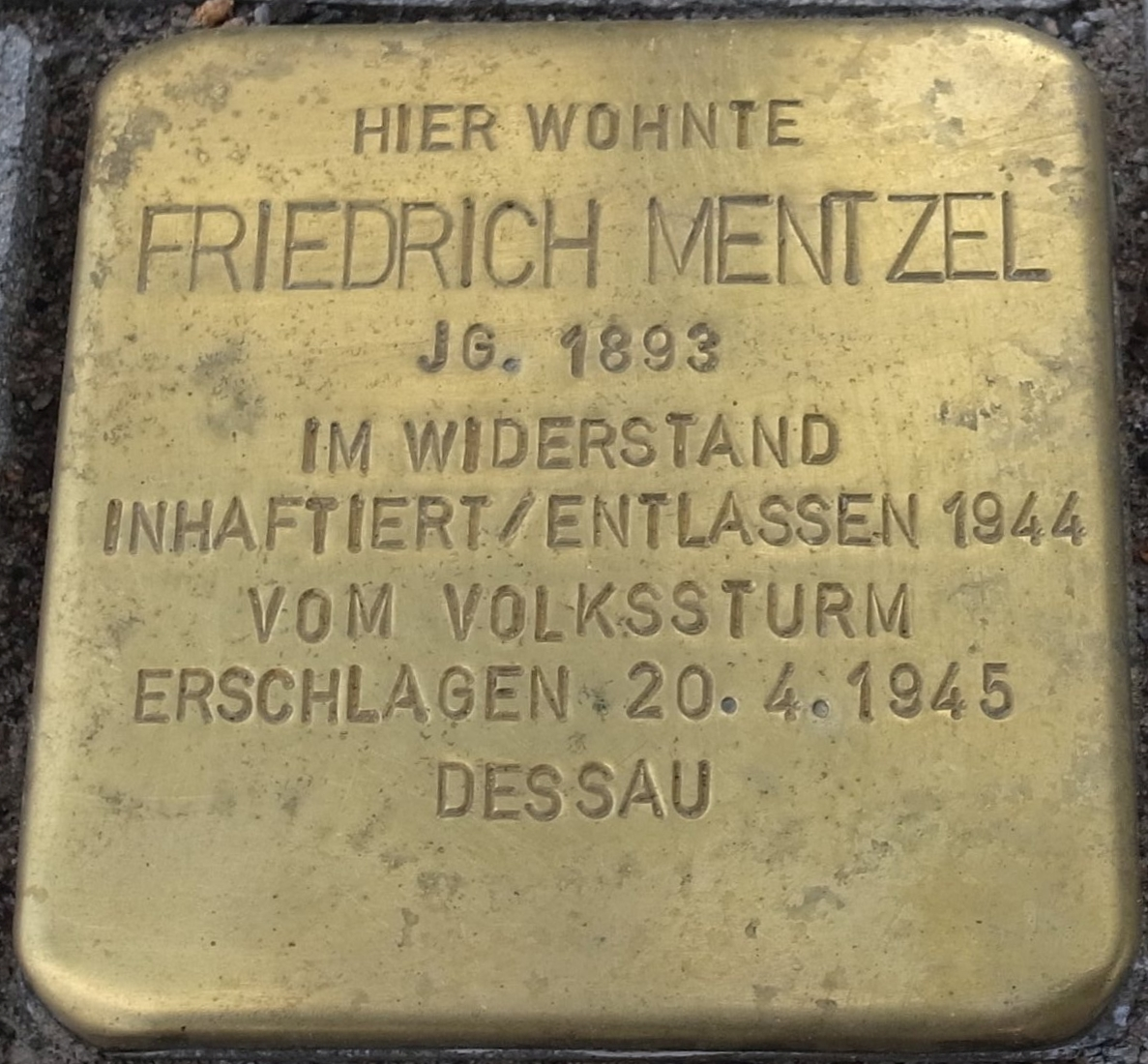
Stolperstein